# 周生賢

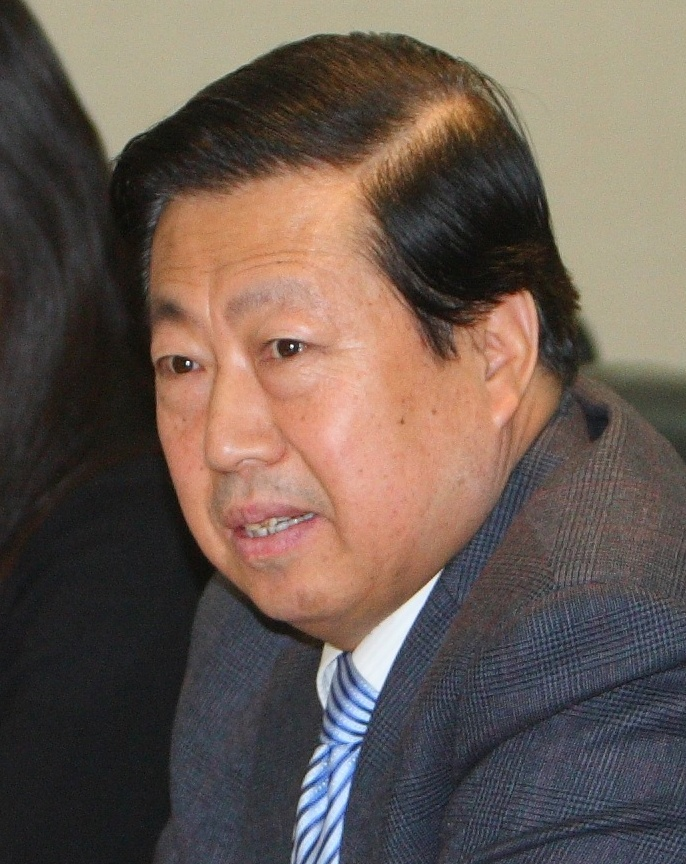
周 生賢（2009）

周 生賢（しゅう せいけん、1949年 - ）は、中華人民共和国の政治家。中華人民共和国環境保護部部長などを歴任した。
寧夏回族自治区呉忠市同心県出身、1968年7月呉忠師範学校卒業。1972年中国共産党入党。高級経済師高、中共第十六届中央候補委員、十七届中央委員。

## 経歴
- 1972年、中国共産党入党 寧夏同心県豊州中学教員、同心県副県長、中共同心県委書記、寧夏西吉県委書記、寧夏回族自治区人民政府副秘書長、秘書長等を歴任
- 1984年4月、中央党校研修（～1986年）
- 1993年5月、寧夏回族自治區人民政府副主席
- 1998年4月、寧夏回族自治區區委常委
- 1998年5月、寧夏回族自治區人民政府副主席（～1998年12月）
- 1999年2月、国家林業局副局長兼党組副書記
- 2000年11月、国家林業局局長兼党組書記
- 2001年4月、全国緑化委員会委員
- 2008年3月、環保総局局長を経て、環境保護部部長兼党組書記に任命される
- 2013年3月、全人代で再任される
- 2015年1月28日、環境保護部部長兼党組書記を退任[1]。

後日，全国政協十二届全国委員会常務委員会第九次会議は、全国政協第十二届全国委員会委員、全国政協人口資源環境委員会副主任に任命した。

## その他
2013年4月、北京、上海等の代表が習近平に対して、周の罷免を求める署名を提出した。